# Srcoliki čopotac
Srcoliki čopotac  (srcasti čopotac, lat. Neottia cordata), vrsta orhideje iz roda čopotac ili kokoška raširena po velikim dijelovima Euroazije (uključujući i Hrvatsku) i Sjeverne Amerike.
Čopotac je hrvatski naziv roda Listera, koji se danas vodi kao sinonim za rod Neottia, kokoška.

## Sinonimi
- Bifolium cordatum (L.) Nieuwl.
- Cymbidium cordatum (L.) Londes
- Diphryllum cordatum (L.) Kuntze
- Distomaea cordata (L.) Spenn.
- Epipactis cordata (L.) All.
- Helleborine cordata (L.) F.W.Schmidt
- Listera cordata (L.) R.Br.
- Listera cordata var. chlorantha Beauverd
- Listera cordata f. disjuncta Lepage
- Listera cordata subsp. nephrophylla (Rydb.) Á.Löve & D.Löve
- Listera cordata var. nephrophylla (Rydb.) Hultén
- Listera cordata f. rubescens P.M.Br.
- Listera cordata f. tetraphylla Lavoie
- Listera cordata f. trifolia (Asch. & Graebn.) Pauca & Stefur.
- Listera cordata f. trifolia P.M.Br.
- Listera cordata f. variegata P.M.Br.
- Listera cordata f. viridens P.M.Br.
- Listera nephrophylla Rydb.
- Neottia cordata f. rubescens (P.M.Br.) P.M.Br.
- Neottia nephrophylla (Rydb.) Szlach.
- Ophrys cordata L.
- Ophrys nephrophylla (Rydb.) Rydb.
- Pollinirhiza cordata (L.) Dulac
- Serapias cordata (L.) Steud.

## Galerija
- N. cordata, Saint-Béat, Francuska
- N. cordata, Poljska
- N. cordata